# Ricardo Rayas
Ricardo Rayas Sánchez (7 de febrero de 1970, León, Guanajuato) es un exfutbolista 
mexicano y entrenador. Actualmente es el director técnico los Alacranes de Durango de la 
Segunda División de México.

## Trayectoria
Después de jugar para el equipo tamaulipeco, Rayas pasó al Veracruz, plantel con el que vivió el drama del descenso. Más tarde, Ricardo Rayas llegó a Cruz Azul, con la filial de Hidalgo y ahí estuvo hasta que una lesión lo alejó de las canchas, despertando en él la inquietud de dirigir profesionalmente.
Ya como técnico, Rayas recibió la oportunidad de sembrar sus primeros pinitos bajo la tutela de Ramón Morato, su amigo y directivo en Jaguares, quien lo adscribe a dirigir en las fuerzas básicas del cuadro chiapaneco. Fue aquí que Rayas aprendió el abc del entrenador para, poco tiempo después, dar el salto a la “Primera A” con Petroleros de Salamanca.
En su primer año con la escuadra petrolera, Rayas llegó a la final. Poco antes de terminar su labor en el equipo guanajuatense, el guanajuatense captó el interés de la directiva de los Freseros de Irapuato, plantel que llevó dos veces a la gran final, cayendo en ambos encuentros – primero, frente a Puebla y después frente a Querétaro-.
Después de su estancia en Irapuato, Rayas continuó su andar futbolístico con Dorados de Sinaloa, construyendo, de nuevo, un cuadro competitivo capaz de llegar a la liguilla por el título.
Para el 2013, Alebrijes lo anunció como nuevo técnico, desde su llegada al club le dieron resultados todos los refuerzos que trajo, el 30% de su plantel viene de su antiguo equipo. en Copa MX llegaron a semifinales, perdiendo contra Atlas, y en el Ascenso MX lograron el liderato general y así su pase a semifinales. En el Clausura 2014 de la Copa MX, logró llevar a Alebrijes a la final del torneo contra Tigres, quedando con un marcador 3 a 0 a favor de los felinos en el Estadio Universitario de Nuevo León. Ricardo Rayas fue cesado de Alebrijes el 22 de octubre del 2015, después de perder contra Toluca en los cuartos de final de la Copa MX.
El 9 de febrero del 2016, fue presentado como director técnico de Mineros de Zacatecas, llegando en pleno torneo del Clausura 2016 como relevo de Joel "El Tiburón" Sánchez, tomando un equipo que en la Liga de Ascenso estaba en los últimos lugares de la tabla. Ricardo Rayas logró llevar a Mineros a la final del Clausura 2016 ante los pronósticos, ya que venció a Cafetaleros de Tapachula en los cuartos de final por marcador 3 a 2, venció también a Leones Negros en la semifinal por marcador de 3 a 2 (siendo estos, líderes del torneo) y llegando a la final contra Necaxa, serie que perdió por marcador global de 2 a 0.

## Clubes

### Como entrenador
| Club                    | Año         |
| ----------------------- | ----------- |
| Petroleros de Salamanca | 2006 - 2008 |
| Irapuato                | 2008        |
| Unión de Curtidores     | 2009        |
| Irapuato                | 2009        |
| Dorados de Sinaloa      | 2009 - 2011 |
| Irapuato                | 2012        |
| Unión de Curtidores     | 2012 - 2013 |
| Alebrijes de Oaxaca     | 2013 - 2015 |
| Mineros de Zacatecas    | 2016 - 2017 |
| Correcaminos UAT        | 2017 - 2018 |
| Alebrijes de Oaxaca     | 2018        |
| Tuxtla F. C.            | 2019        |
| Leones Negros UDG       | 2019        |
| Alacranes de Durango    | 2023 -2024  |